# Alejandro Zamora
Alejandro Zamora Barbero, conocido como Zamora (Madrid, España; 1984) es un futbolista español. Su demarcación en el campo es de defensa central. Destaca por su buen golpeo con los dos pies, gran colocación, rapidez y anticipación, además es muy preciso en el pase largo y un buen lanzador de faltas. Actualmente juega en el San Fernando Club Deportivo de la Segunda División B de España.

## Clubes
| Club                          | País   | Año         |
| ----------------------------- | ------ | ----------- |
| Real Madrid "C"               | España | 2002-2005   |
| Real Oviedo                   | España | 2005-2006   |
| Real Betis "B"                | España | 2006-2009   |
| UD Salamanca                  | España | 2009-2011   |
| Recreativo de Huelva          | España | 2011-2013   |
| CD Castellón                  | España | 2013-2014   |
| CP Cacereño                   | España | 2014        |
| CD Guadalajara                | España | 2015        |
| AD Mérida                     | España | 2015 - 2016 |
| Centre d'Esports L'Hospitalet | España | 2016        |
| Extremadura Unión Deportiva   | España | 2017        |
| San Fernando Club Deportivo   | España | 2017 -      |